# Efekt batochromowy
Efekt batochromowy (przesunięcie batochromowe, pogłębianie barwy) - przesuwanie się maksimum absorpcji, odbijalności, przepuszczalności lub widma emisyjnego w kierunku fal dłuższych, (mniejszych częstości) np. od nadfioletu do światła widzialnego.
Efekt batochromowy występuje w przypadku wprowadzenia do cząsteczki danego związku organicznego pewnych podstawników (zwanych grupami batochromowymi), charakteryzujących się obecnością wiązań podwójnych lub wolnych par elektronowych. Przeciwieństwem efektu batochromowego jest efekt hipsochromowy.